# Osterstraße 30 (Hannover)

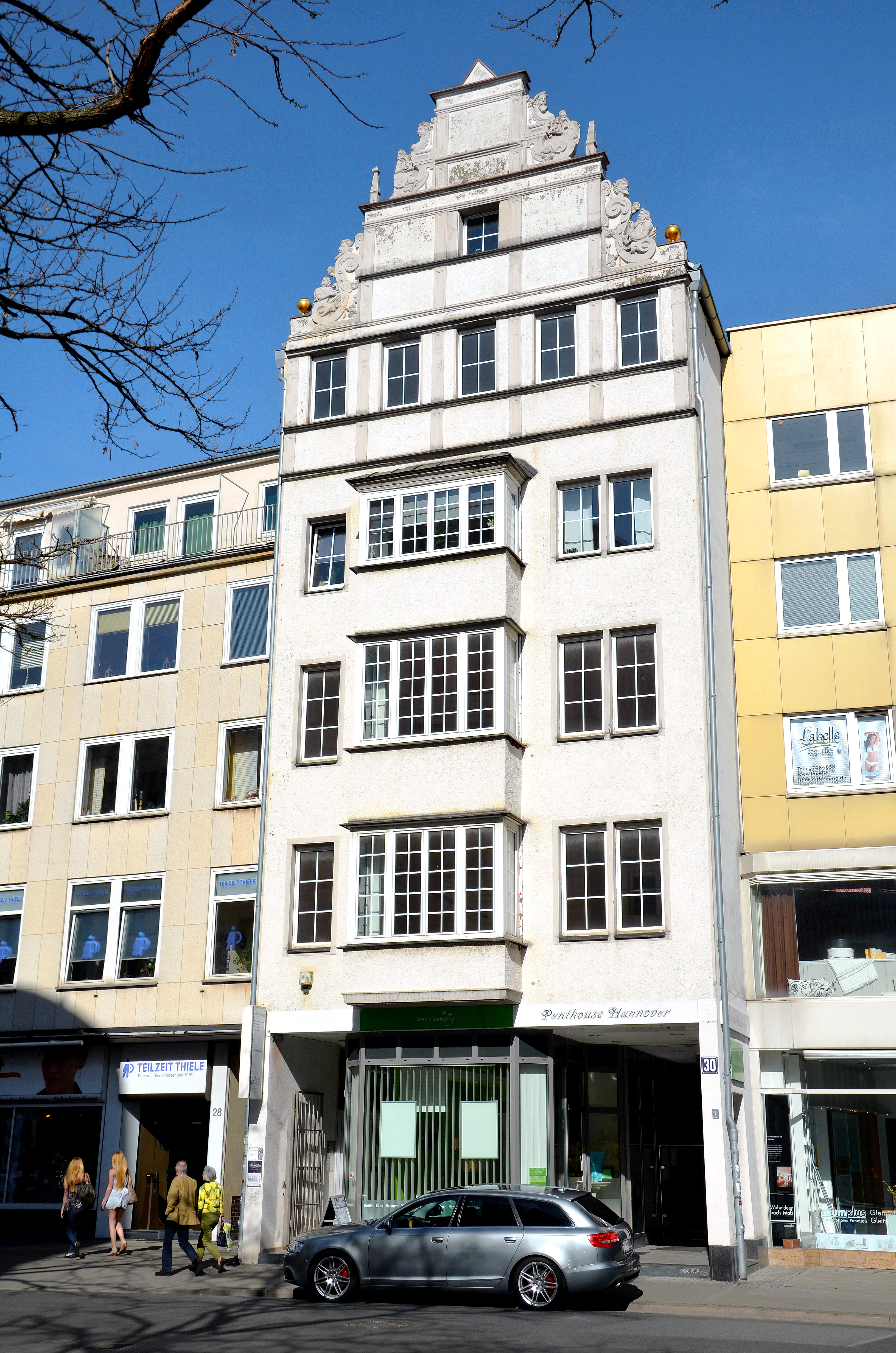
Der aus der Straßenflucht vorspringende, denkmalgeschützte Neubau Osterstraße 30 unter Verwendung der Bauplastik von 1611

Das Gebäude unter der Adresse Osterstraße 30 in Hannover ist ein denkmalgeschützter Neubau der Nachkriegszeit unter Verwendung der Bauplastik des ehemaligen Hauses der hannoverschen Gilde der Zimmerleute von 1611. Die äußere Gestaltung ist dem mit christlichen Symbolen bekrönten Vorgängerbau an gleicher Stelle nachempfunden; insbesondere der Giebel zeigt in seiner Ausgestaltung noch die Einflüsse der Niederländischen und der Weserrenaissance, die bei hannoverschen Bauten der ersten Hälfte des 17. Jahrhunderts verschiedentlich verwandt wurden.

## Geschichte und Beschreibung

### Der Vorgängerbau
Den Vorgängerbau beschrieb der Denkmalpfleger Arnold Nöldeke um das Jahr 1925 unter der damaligen Adresse Osterstraße 81 als verputzten, ursprünglich vier-, dann dreigeschossigen, durch Friese unterteilten Massivbau und Verwendung von Mauerziegeln und Sandstein. Das Erdgeschoss wies anfänglich eine rundbogige Durchfahrt auf. Der dreigeschossige Staffelgiebel wurde durch Lisenen aufgeteilt, während die Staffelzwickel mit Volutenwerk gefüllt waren, in denen die vier Evangelisten Matthäus, Markus, Lukas und Johannes mit ihren jeweiligen Attributen sowie Engelsköpfe einkomponiert wurden. Bekrönt wurde der Giebel mit Christus dem Überwinder, der der Schlange das Haupt zertritt. Am Postament dieser Jesusdarstellung fand sich die Jahreszahl 1611.

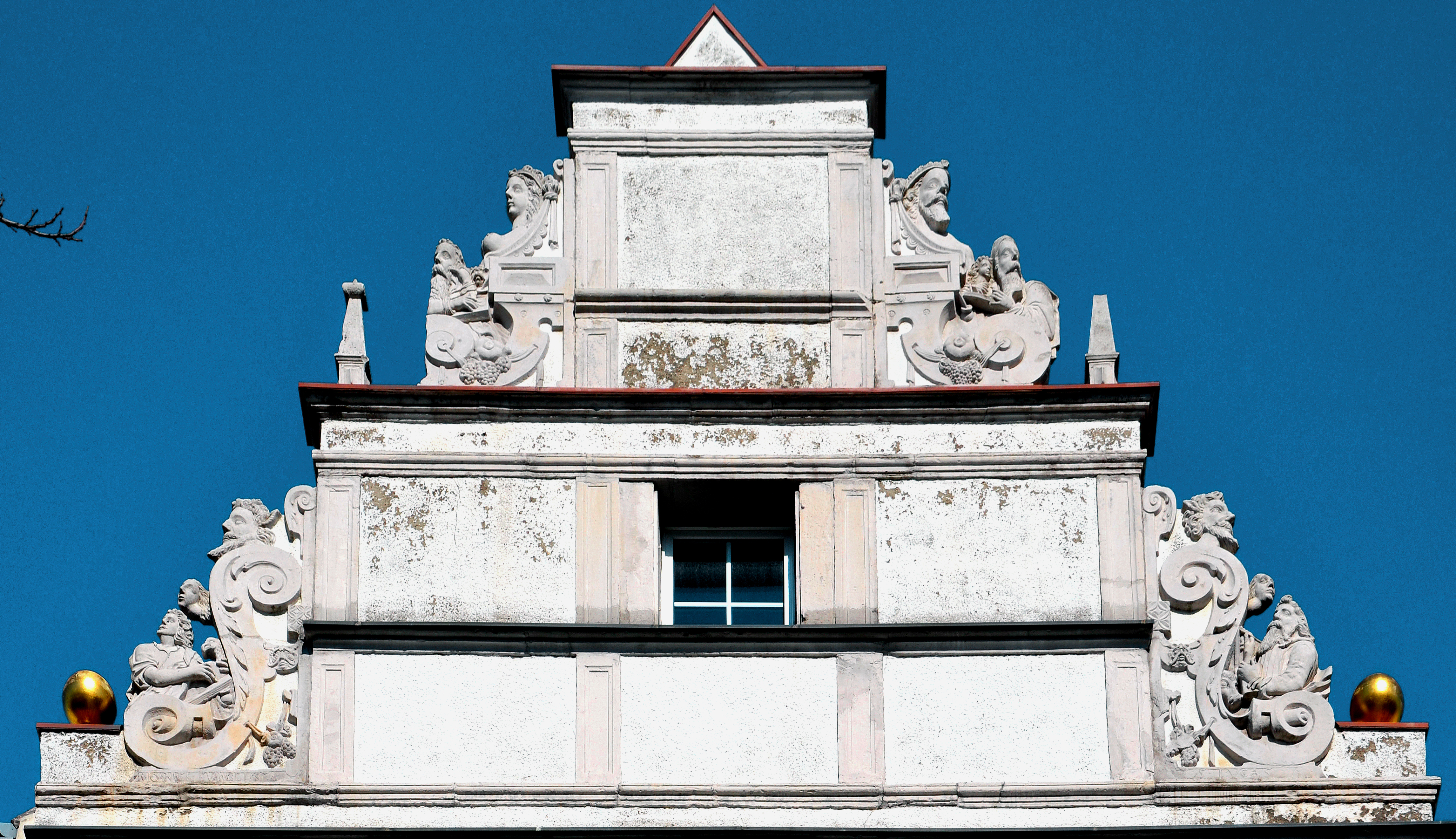
Staffelgiebel mit teilweise vergoldeter Bauplastik von 1611: Lisenen und Volutenwerk mit den vier Evangelisten und ihren Attributen

Diesen 1611 datierten Vorgängerbau beschrieb der spätere Amtsschreiber Johann Heinrich Redecker in seiner Chronik Historische Collectanea von der Königlichen und Churfürstlichen Residenz-Stadt Hannover als ehemaliges Gildehaus der Zimmerleute.
Laut August Jugler soll der Innung [der Zimmerleute] nach dem Dreißigjährigen Krieg im Jahr 1666 durch den Rat der Stadt Hannover ein Wappen geschenkt worden sein.
Zudem fand sich laut Redecker an dem Massivbau eine in Holz erhaben gehauene „Auslage“ mit der lateinischen Inschrift

„CVRIA FABRORUM EX PS. 127.“

bis zur Zeit der Personalunion zwischen Großbritannien und Hannover der Königlich Großbritannische und Kurfürstlich Hannoversche Kammersekretär Friedrich Julius Bütemeister die beiden unteren Stockwerke im Jahr 1728 ändern ließ.
Zur Zeit des Königreichs Hannover war das Gebäude auf dem Plan der Residenzstadt Hannover von 1822 mit der Hausnummer 246 verzeichnet. Im Zuge der Industrialisierung wurde 1859 die ehemals rundbogige Durchfahrt zum Hof des Gebäudes verändert. Eine Zeichnung der Fassade dieser Zeit durch den Architekten Gustav Darr fügte Nöldeke seiner Bestandsaufnahme der seinerzeitigen Baudenkmale des alten Stadtgebietes von Hannover bei, ebenso einen Abdruck einer Fotografie des Giebels um 1930.
Links des Gildehauses standen die Häuser Osterstraße 82, dann das Brauergildehaus mit der Hausnummer 83 und links daneben die sogenannte „Osterstove“, die bereits der Kunsthistoriker Hector Wilhelm Heinrich Mithoff gezeichnet hatte.

### Der heutige Bau

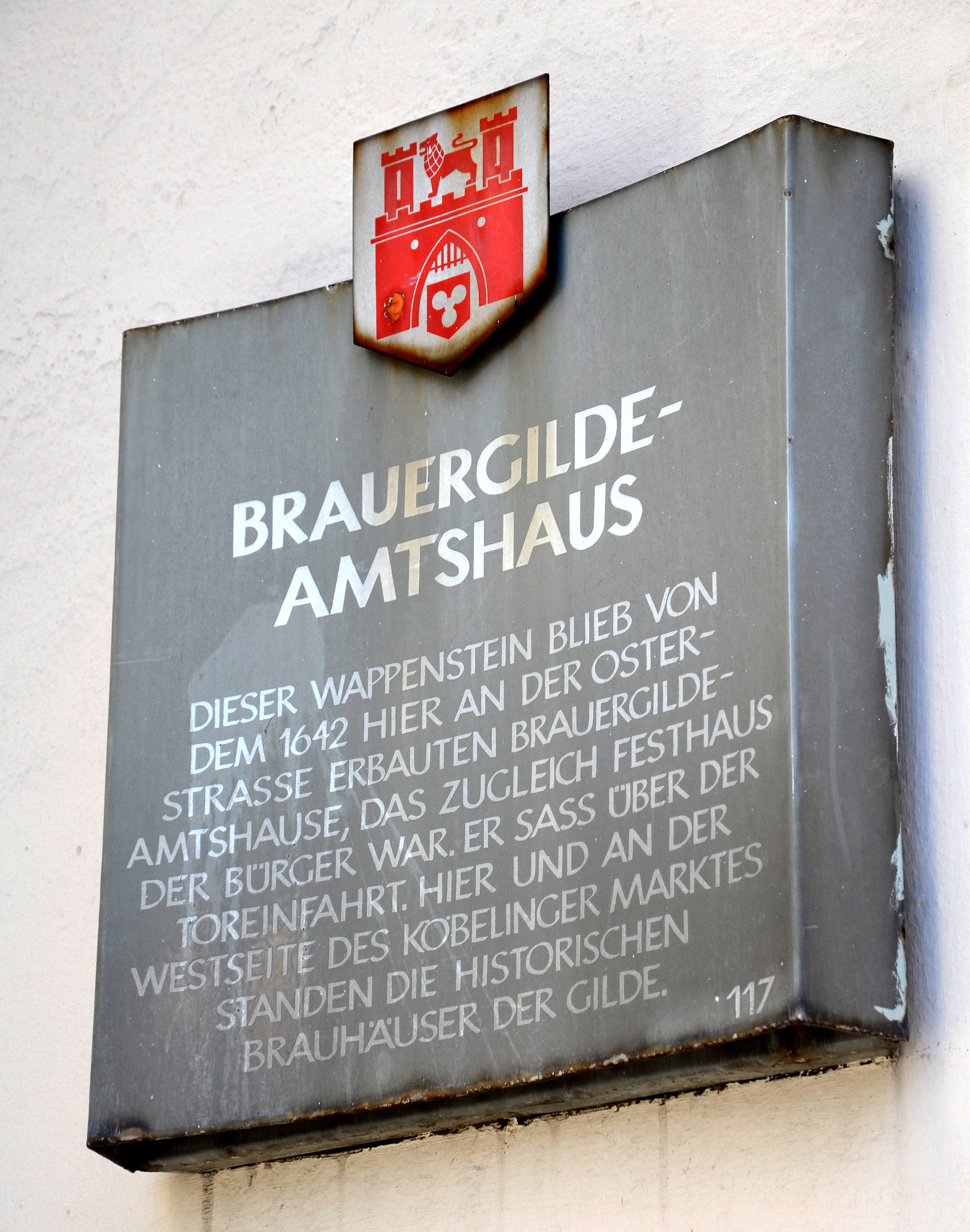
Stadttafel Nummer 117 am Gebäude Osterstraße 30 mit Hinweisen auf den Wappenstein der Brauergilde und das ehemalige Brauergilde-Haus

Nach den Luftangriffen auf Hannover während des Zweiten Weltkrieges wurde das Gebäude in der Nachkriegszeit neu errichtet. Dabei wurde versucht, die Höhe und Breite des Hauses sowie die Parzellierung aufzugreifen, aufgrund dessen das Gebäude aus der Straßenflucht hervorspringt. Auch die Gestaltung des Giebels unter Verwendung einiger im Original erhaltenen Bauplastiken, auch der Gesimse, orientiert sich am Ursprungsbau. Abweichend von der früheren Fassadengestaltung wurden beispielsweise im ersten bis zum dritten Stockwerk des Hauses jedoch Erker mit anders gegliederten Sprossenfenstern vorgesetzt.
Am Gebäude fand sich zudem eine „Nachbildung des Brauergildewappens von 1642“ als Hinweis auf das ehemals benachbarte Brauergilde-Haus unter der ehemaligen Adresse Osterstraße 83. Der originale Wappenstein findet sich heute (Stand: 08/2015) in der Eingangshalle der Gilde Brauerei unter der Adresse Alte Döhrener Straße im heutigen Stadtteil Südstadt.